# Asztalos Norbert
Norba, teljes nevén: Asztalos Norbert magyar underground hiphop előadó.

## Albumok
- 2000 – Dózis – Földalatti karnevál
- 2005 – Bankos & Norba – Minden lében két kanál
- 2007 – Norba – Amíg a város alszik
- 2008 – Norba & No/One – Hanyag elegancia – EP
- 2010 – Norba – Agykontroll
- 2013 – Norba – Életem rímei
- 2017 – Dózis – Panel Sound Project

## Néhány közreműködés
- 1997 – Trogaz: Metorf
- 1998 – Mikrofon Party Mixtape
- 2000 – Fila Rap Jam 3-4.
- 2001 – Intersong válogatás
- 2001 – Faktor & Zsola – Faktorlabor
- 2002 – Interfunk – Egy átlagos külvárosi történet
- 2003 – Bankos – Rapmotel
- 2004 – DJ.IQ – M Pro 2
- 2004 – DJ.Kool Kasko – The Draft Mixtape
- 2004 – Deego – Pro és Kontra
- 2006 – DJ.Kool Kasko – Optimus Krime
- 2006 – Bankos – B-oldal
- 2006 – Pocket Rocket válogatás
- 2006 – Tibbahnation Compilation 3.
- 2007 – Tibbahnation Compilation 4.
- 2008 – Vanis&Crain – Mekvart szleng
- 2008 – Hősök – Klasszik
- 2009 – Pocket Rocket – Lost demos
- 2009 – Takeshi – 82828
- 2009 – Dillage – A Tribute To J.Dilla
- 2009 – Killakikitt – Ne szarakodj!
- 2009 – Takeshi – 82828

## Külső hivatkozások
- Norba a Myspace-en
- Hanyagelegancia